# Ljustjärnen (Norrbärke socken, Dalarna, 668350-146877)
Ljustjärnen är en sjö i Smedjebackens kommun i Dalarna och ingår i Norrströms huvudavrinningsområde.